# Esquirol pigmeu africà
L'esquirol pigmeu africà (Myosciurus pumilio) és una espècie de rosegador de la família dels esciúrids. Viu al Camerun, el Congo, Guinea Equatorial i el Gabon. Es tracta d'un animal diürn i arborícola. El seu hàbitat natural són els boscos humits tropicals de plana. Es creu que no hi ha cap amenaça per a la supervivència d'aquesta espècie, tot i que algunes poblacions estan afectades per la desforestació.